# Hiệp hội bóng đá Slovenia
Hiệp hội bóng đá Slovenia (tiếng Slovenia: Nogometna zveza Slovenije) là tổ chức quản lý, điều hành các hoạt động bóng đá ở Slovenia. Hiệp hội quản lý đội tuyển bóng đá quốc gia Slovenia, tổ chức các giải bóng đá như vô địch quốc gia và cúp quốc gia. Hiệp hội bóng đá Slovenia gia nhập FIFA và UEFA cùng năm 1992.